# Ottimo paretiano
L'ottimo paretiano o efficienza paretiana è un concetto introdotto dallo studioso italiano Vilfredo Pareto, applicato in economia, teoria dei giochi, ingegneria e scienze sociali. Si realizza quando l'allocazione delle risorse è tale che non è possibile apportare miglioramenti paretiani al sistema, cioè non si può migliorare la condizione di un soggetto senza peggiorare la condizione di un altro.

## Introduzione
Nel Cours d'économie politique (Losanna, 1896), Pareto sostenne che si può dimostrare che, in una situazione in cui le risorse iniziali sono date, un sistema di mercati perfettamente concorrenziali assicura allocazioni ottimali. Un'allocazione ottimale è caratterizzata dal fatto che, date le usuali ipotesi sulle preferenze o sulla tecnologia, è impossibile ottenere migliori livelli di benessere di qualcun altro, o la produzione di qualche altro bene.
Si ha ottimo paretiano (detto anche efficienza allocativa) quando non è possibile alcuna riorganizzazione della produzione che migliori le condizioni di almeno una persona senza diminuire quelle degli altri. In tale situazione, l'utilità di una persona può essere aumentata soltanto da una diminuzione dell'utilità di qualcun altro; vale a dire che nessuna persona può migliorare la propria condizione senza che qualcun altro peggiori la sua. Questa situazione di ottimo globale si verifica con molteplici possibili allocazioni delle risorse, non necessariamente e non sempre con l'80-20, ma è comunemente nota come "legge dell'80/20" o principio di Pareto.
L'ottimo paretiano è un concetto che può essere applicato a qualsiasi regime economico (economia di mercato, economia pianificata, baratto). La concorrenza pura è un ottimo paretiano ma pure il monopolio con discriminazione perfetta. Applicato ad una economia di mercato, questo concetto permette di mostrare la superiorità della concorrenza pura rispetto ad altre forme come il monopolio e l'oligopolio. La concorrenza pura arriva automaticamente all'ottimo mentre è molto più difficile, per non dire impossibile, ottenerlo in un'economia pianificata.
La condizione di partenza per un mercato efficiente in senso paretiano è la concorrenza pura. Un mercato concorrenziale rifletterà nei prezzi dei beni la loro scarsità in natura secondo il principio della domanda e dell'offerta. Se il bene è scarso, e quindi la domanda è superiore all'offerta, il prezzo sarà elevato e viceversa. Tale sistema permetterà un'efficienza completa perché metterà i beni in mano a coloro che sono disposti a pagare di più e quindi a saperli sfruttare meglio. 
Un mercato orientato in modo pareto-efficiente e quindi concorrenziale possiede tre caratteristiche salienti: l'efficienza della produzione, l'efficienza nello scambio e l'efficienza nella composizione del prodotto.
Il successo di una strategia di riduzione e controllo dei costi non dipende soltanto dall'impresa che la pone in atto, ma anche dall'elasticità della domanda rispetto al prezzo (variabile esogena, non controllabile dall'impresa): diversamente, la strategia di costo non aggiunge valore per il cliente finale, aumenta i margini unitari di guadagno ma non le vendite complessive.

## L'efficienza della produzione e l'efficienza nello scambio
La prima consiste nel fatto che le imprese produrranno il volume massimo di beni possibile. Per fare un esempio si può immaginare la combinazione di due beni, mele e arance, che possono essere prodotte su un terreno agricolo. Per semplificare, ipotizziamo che il terreno possa produrre massimo o 10 mele e 0 arance, o 5 mele e 3 arance o ancora 0 mele e 6 arance. Qualsiasi di tali rapporti è efficiente perché permette l'utilizzo del terreno al 100%. Ci si trova cioè sulla curva di possibilità di produzione. Se invece l'agricoltore scegliesse di produrre ad esempio 3 mele e 3 arance la soluzione sarebbe inefficiente (in senso paretiano) perché sarebbe possibile aumentare la produzione delle mele senza diminuire quella delle arance.
L'efficienza nello scambio analizza la distribuzione di due beni tra 2 individui. Lo scambio tra i due soggetti avviene sempre a condizione che nessuno dei due risulti danneggiato dallo scambio (principio della scatola di Edgeworth) e che almeno uno risulti avvantaggiato (ovviamente questo dipende dai gusti dei due individui).

## Limiti
Il primo problema di un mercato così impostato è che non ci dice nulla su come il reddito tra gli individui venga ripartito. Potrebbe risultare efficiente che un soggetto abbia "100" e l'altro nulla. Il limite dell'efficienza paretiana è proprio in questo punto. D'altra parte una situazione non equa può non essere accettabile dalla società e ciò giustifica l'intervento da parte dello Stato per ridistribuire le risorse tra gli individui.
L'An, Quid e Quomodo dell'intervento dipendono dal governo e dalla Funzione del Benessere Sociale della società. Va sottolineato che la ricerca dell'equità si va a scontrare con l'efficienza del mercato, realizza cioè un Trade-off (si è costretti a rinunciare ad una parte di efficienza per guadagnare più equità). Questa è dovuta al fatto che lo Stato per perseguire tali obiettivi impone imposte distorsive (cioè che inducono a cambiare i comportamenti degli individui per non pagarle).
Il secondo problema è nel fatto che un mercato perfettamente concorrenziale può non essere raggiunto per diverse cause, il mercato cioè fallisce. La presenza di Monopoli, l'asimmetria informativa, i beni pubblici puri e le esternalità (Positive e Negative) sono le più note.
Per cui le teorie che hanno teorizzato un potere endogeno (cioè autonomo) del mercato di raggiungere il livello di massima efficienza incontrano dei limiti etico-sociali e di situazioni di fallimento del mercato. Uno dei teoremi che mostra tutte le difficoltà insite nell'organizzare una teoria sociale paretiana è il Teorema di Holmström.

## L'argomentazione di Amartya Sen
Prendendo spunto dal teorema di Arrow, il premio Nobel per l'economia Amartya Sen ha dimostrato che, in uno Stato che voglia far rispettare contemporaneamente efficienza paretiana e libertà (quest'ultima intesa come la presenza di uno spazio in cui le sole preferenze dell'individuo determinano la scelta), possono crearsi delle situazioni in cui al più un individuo ha garanzia dei suoi diritti. Egli sostiene la possibile inesistenza dell'ottimo paretiano nel liberismo. Il paradosso è analogo a quello di Arrow sulle scelte collettive. Come per quest'ultimo, sono possibili alternative sociali che non ne sono soggette, ma richiedono l'abbandono dell'una o dell'altra assunzione. 
Sen ha ricevuto il Nobel proprio per i suoi lavori sulle scelte sociali.

## Fronte di Pareto

Esempio di "fronte di Pareto": i quadrati rappresentano possibili scelte dove valori piccoli su f1 e f2 rappresentano una soluzione migliore: il punto C non si trova sul fronte di Pareto perché possiede due punti dominanti, A e B. Questi due invece non sono dominati, e quindi si trovano sul fronte di Pareto.

Il fronte di Pareto è un insieme di soluzioni ottime, ovvero è costituito da tutti i punti non dominati, cioè da quei punti per i quali non esiste alcun punto che sia migliore contemporaneamente per tutti gli obiettivi considerati nella funzione di ottimizzazione. Un punto può far parte del fronte di Pareto anche se non domina nessuno, poiché l'importante è che non sia dominato da altri punti. Viene spesso usato nelle soluzioni ingegneristiche, dove un progettista può valutare un insieme di diverse soluzioni ottime.